# Wan Chi Keung
Wan Chi Keung (Chinees:尹志強) (Hongkong, 1 mei 1956 - aldaar, 16 februari 2010) was een Hongkongs voetballer, acteur en zakenman.
De aanvaller, die de "topscorer van Azië" genoemd werd, was in de jaren 70 en 80 de belangrijkste speler van het Hongkongs voetbalelftal. Hij speelde bij South China AA en Seiko SA in de Hong Kong First Division League. Na zijn voetbalcarrière werd hij acteur. Zijn meest bekende rol was politieman in de driedelige filmreeks Infernal Affairs. Hij overleed in februari 2010 aan kanker.

## Filmografie
- The Executor (1981) - Wai
- One Way Only (1981) - verkeersagent
- The Head Hunter (1982) - Kenny
- Funny Boys (1982)
- The Turning Point (1983)
- 100 Ways to Murder Your Wife (1986) - gast
- Eastern Condors (1987) - commando van kolonel Young
- City Girl (1987)
- The Banquet (1991)
- The Sting II (1993) - Lau Yiu Chor
- Don't Give a Damn (1995) - veiligheidsagent op bus
- Candlelight's Woman (1995) - Wai
- Infernal Affairs (2002) - politieman Leung
- Infernal Affairs II (2003) - inspecteur Leung
- Infernal Affairs III (2003) - inspecteur Leung
- Moving Targets (2004) - politieman Lai
- When Beckham Met Owen (2004) - vader van David